# (1218) Aster
Pour les articles homonymes, voir Aster.
(1218) Aster est un astéroïde de la ceinture principale découvert le 29 janvier 1932 par l'astronome allemand Karl Wilhelm Reinmuth. Le lieu de la découverte est Heidelberg (024). Il est nommé en référence au genre de plantes à fleurs Aster. Sa désignation provisoire était 1932 BJ.